# بيتر سيارتو
بيتر سيارتو ( 30 أكتوبر 1978) (بالمجرية: Szijjártó Péter)‏ سياسي مجري، يشغل منصب وزير خارجية المجر منذ عام 2014.

## حياته
ولد بيتر سيارتو في 30 اكتوبر/ تشرين الاول عام 1978، بمحافظة إستركوم في المجر. وفي عام 1997 ، تخرج من ثانوية "سوسور دردلي بندكتين"، ليدرس العلاقات الدولية في جامعة بودابست كورفينوس المجرية.